# 瑪呢巴咱爾
瑪呢巴咱爾（？—1840年），博尔济吉特氏，喀尔喀蒙古札萨克图汗部人。清朝蒙古王公，第十二代札萨克图汗。达延汗巴图蒙克、格哷森札札赉尔、诺颜泰哈坦巴图尔后裔，札萨克图汗布尼拉忒納之子。
道光三年（1823年）布尼拉忒納去世，瑪呢巴咱爾袭爵为札萨克图汗兼多罗郡王。道光十六年（1836年）十二月壬申，道光帝赏御前行走扎萨克图汗玛呢巴咱尔、黄缰。道光二十年（1840年），布尼拉忒纳去世，其子车林端多布即位。

### 文献
- 《清史稿·藩部世表二》

| 前任： 布尼拉忒納 | 札萨克图汗 1823年—1840年 | 繼任： 车林端多布 |